# Strah pred luknjami
Strah je eno izmed primarnih čustev. Obstaja ogromno različnih tipov strahov in fobij. Fobija je specifičen strah pred nekim pojmom, predmetom, dejavnostjo ali osebo. Strah preraste v fobijo, ko začne ovirati človekovo normalno delovanje.
Strah pred luknjami ali tripofobija je zelo pogost, ljudje se bojijo npr. lukenj v mesu, por na koži in različnih lukenj nepravilnih oblik.  v svoji raziskavi navajata, da je vpliv takega strahu na življenje zelo moteč, saj nekateri poročajo o napadih groze že ob pogledu na milne mehurčke ali pa luknjice v čokoladi. Ugotovila sta, da že sama fotografija sproži odpor, najbolj tipičen primer je lotosov cvet. Ta strah pa se še poveča, če so luknjice na človeški koži ali pa če luknja daje vtis življenjskega prostora neke strupene in nevarne živali. V tem primeru se strah pred luknjami združi s strahom pred nevarnimi in strupenimi živalmi, kar še poveča intenzivnost občutka strahu.
1. ↑  Cole, G. G., Wilkins, A. J. (2013). Fear of holes. Psychological Science, 24(10), 1980-1985